# シャントソー
シャントソー （Champtoceaux）は、フランス、ペイ・ド・ラ・ロワール地域圏、メーヌ＝エ＝ロワール県のかつて存在したコミューン。

## 地理

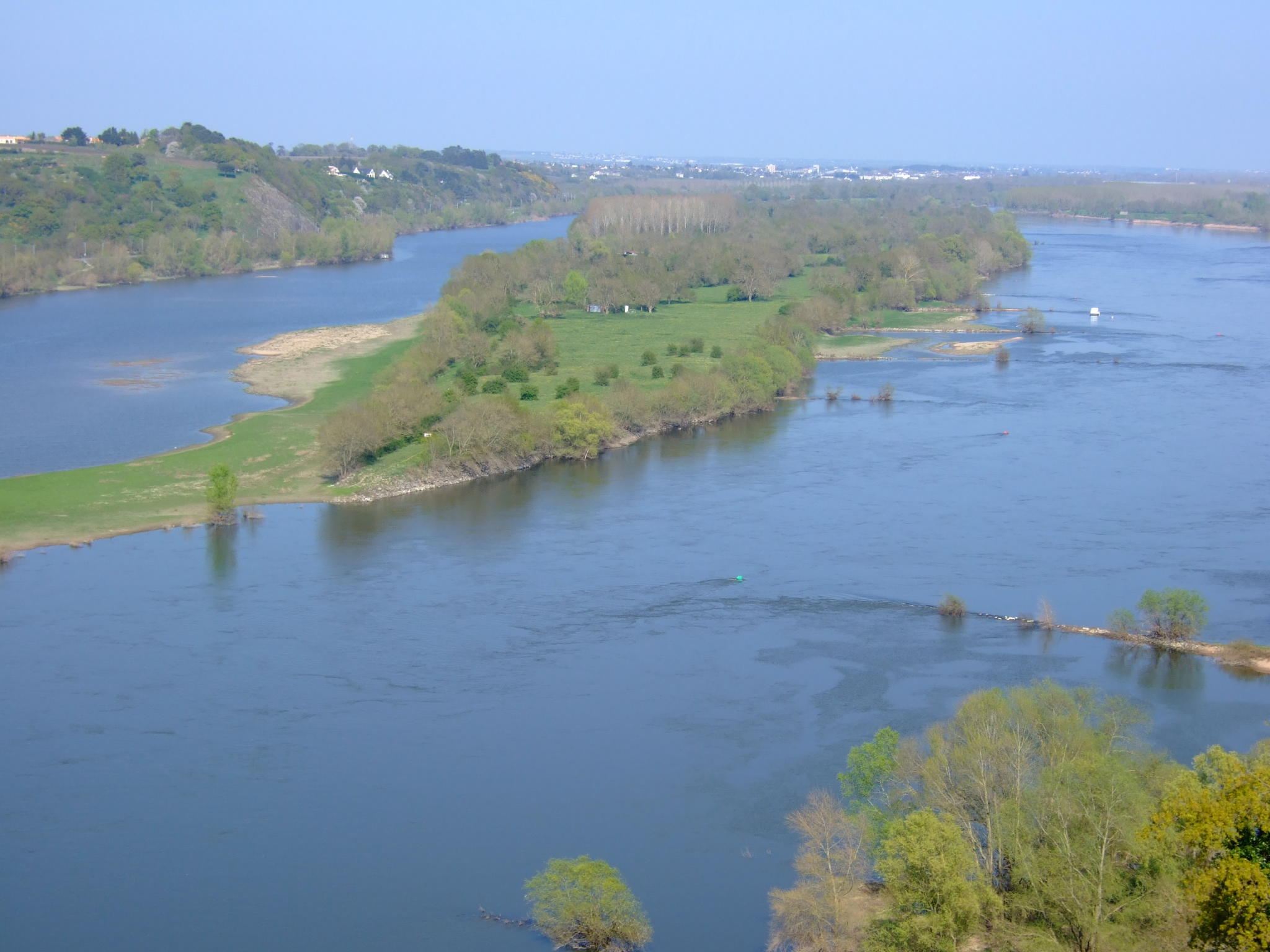
シャンパリュから見たロワール川とヌーヴ島

モージュ地方北部のコミューンであり、県西部に位置する。ロワール川左岸に位置し、アンスニの南西9km、ナントの東25km、アンジェの西50kmに位置する。
ロワール＝アトランティック県のコミューンでは、ロワール川を挟んで北側にあるウドン、バルブシャと接し、同じ県のコミューンではドラン、サン・ソヴール・ド・ランドモン、ラ・ヴァレンヌと接している。
町は、ロワール川を数十メートルの標高から見下ろす小さな村落といった趣である。2010年にINSEEがまとめた順位表によれば、シャントソーはナント都市圏の一部である。

## 歴史

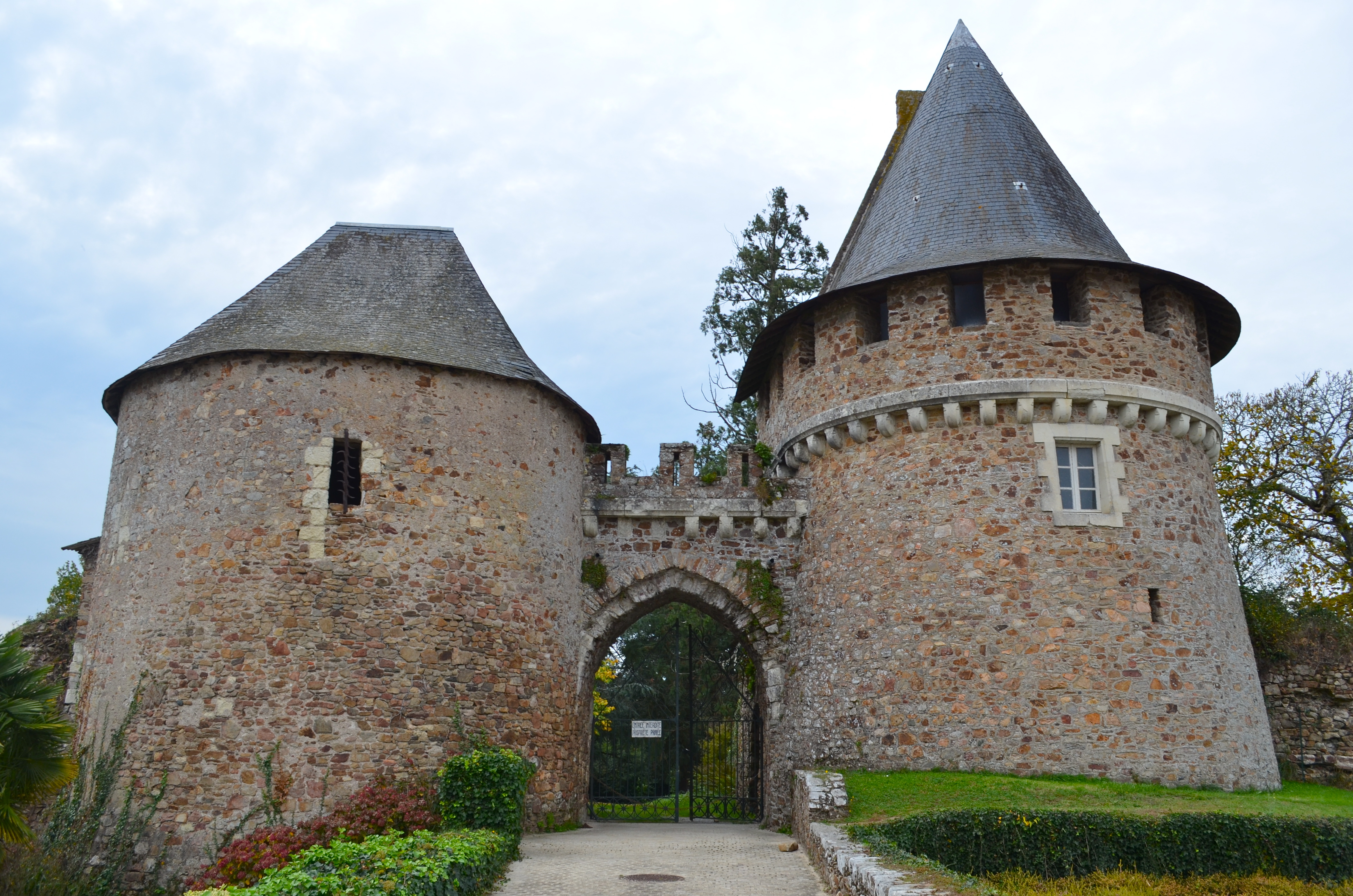
シャントソー城の城門

シャントソー（かつてシャトーソー、Châteauceauxとつづられた）は、百年戦争時代、フランス側およびアンジュー有数の中世要塞であった。要塞は70mの高さの岩の露頭にあり、ロワール川を見下ろしており、イングランドと同盟するブルターニュ公国と対峙していた。アンシャン・レジーム時代、シャントソーはブルターニュとアンジューの辺境地帯にあり、ナント司教座に含まれていた。

### 古代
シャントソーの存在は石器時代さかのぼる。磨かれたり切り出されたりした石器が発掘されている。
8ヘクタールの面積を持つオッピドゥム、Castrum Sellenseに定住していたと、ガリアの25のカストラにおいてトゥールのマルティヌスは述べている。低地のポルテュス港では、商品の輸送が行われていた。
560年頃、アウストラピウス公は、ポワティエ大司教区から分離され、シャントソーで司教に任じられた。
8世紀、ピピン3世は復活祭の祭りのために妻ベルトラードとともにシャントソーに滞在した。彼らはそこでバグダッドのカリフ・アルマンソールの大使を迎えた。
942年までシャントソーはポワトゥーの一部であった。その後ブルターニュ公アラン・バルブトルトのものとなった。アラン・バルブトルトが死ぬと、彼の未亡人はアンジュー伯と再婚したため、シャントソーは政治的対立の問題となった。それにもかかわらず、教区はナント司教区に依存したままだった。988年、アンジュー伯フルク・ネラはシャントソー要塞の建設を承認し、通行料を課すようになった。30ヘクタールの面積を持ち、全体が城壁に囲まれ、要塞は3つの部分から構成されていた。町には、2つの塔とサン・ジャン修道院が今も見られる。城は二重扉を備えた跳ね橋をもち、2つのダンジョン、邸宅、サン・ピエール礼拝堂、井戸、アーチ型天井の貯蔵庫があった。

### 中世
3世紀の間、シャントソーは9回包囲された。

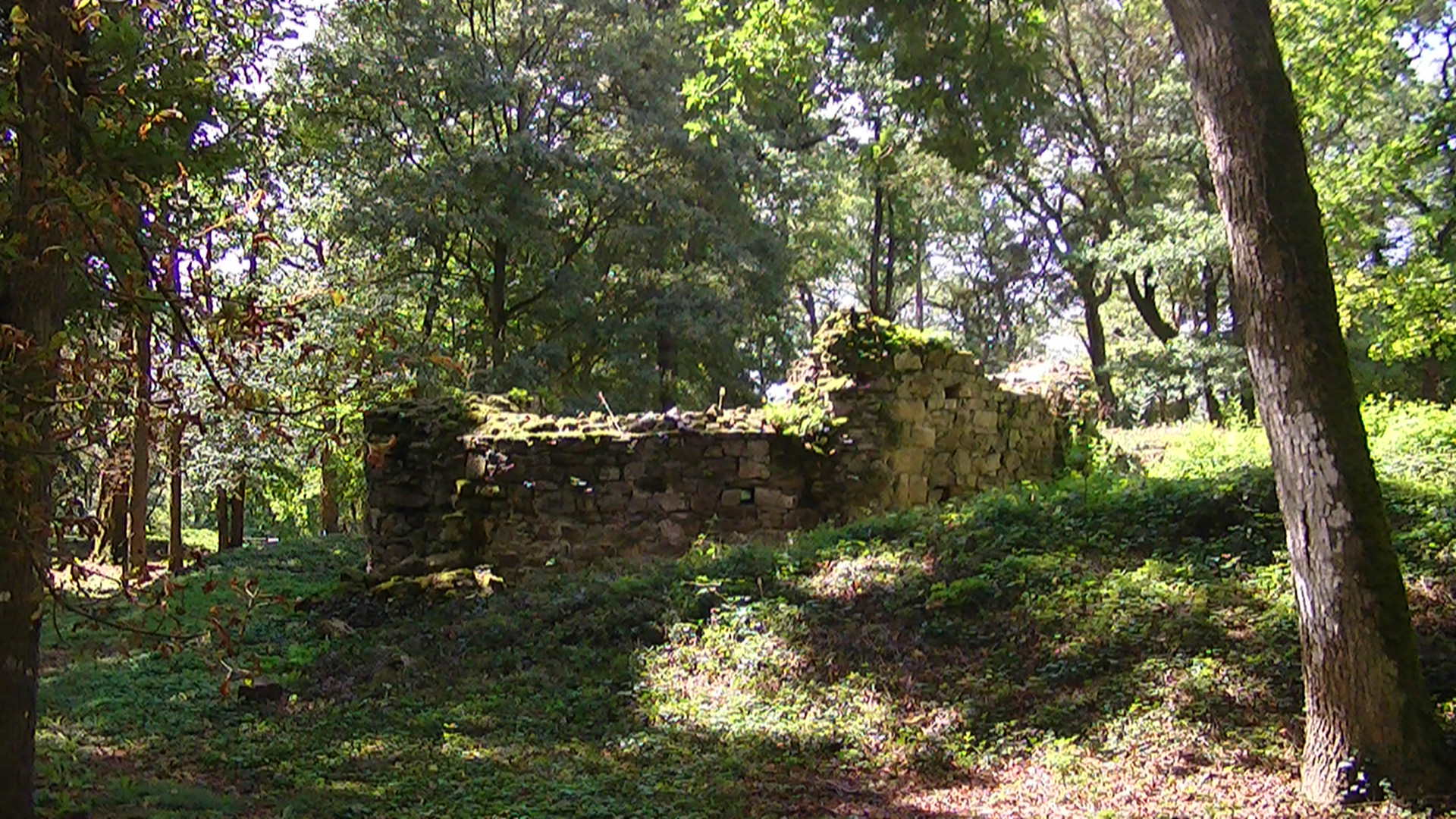
城跡

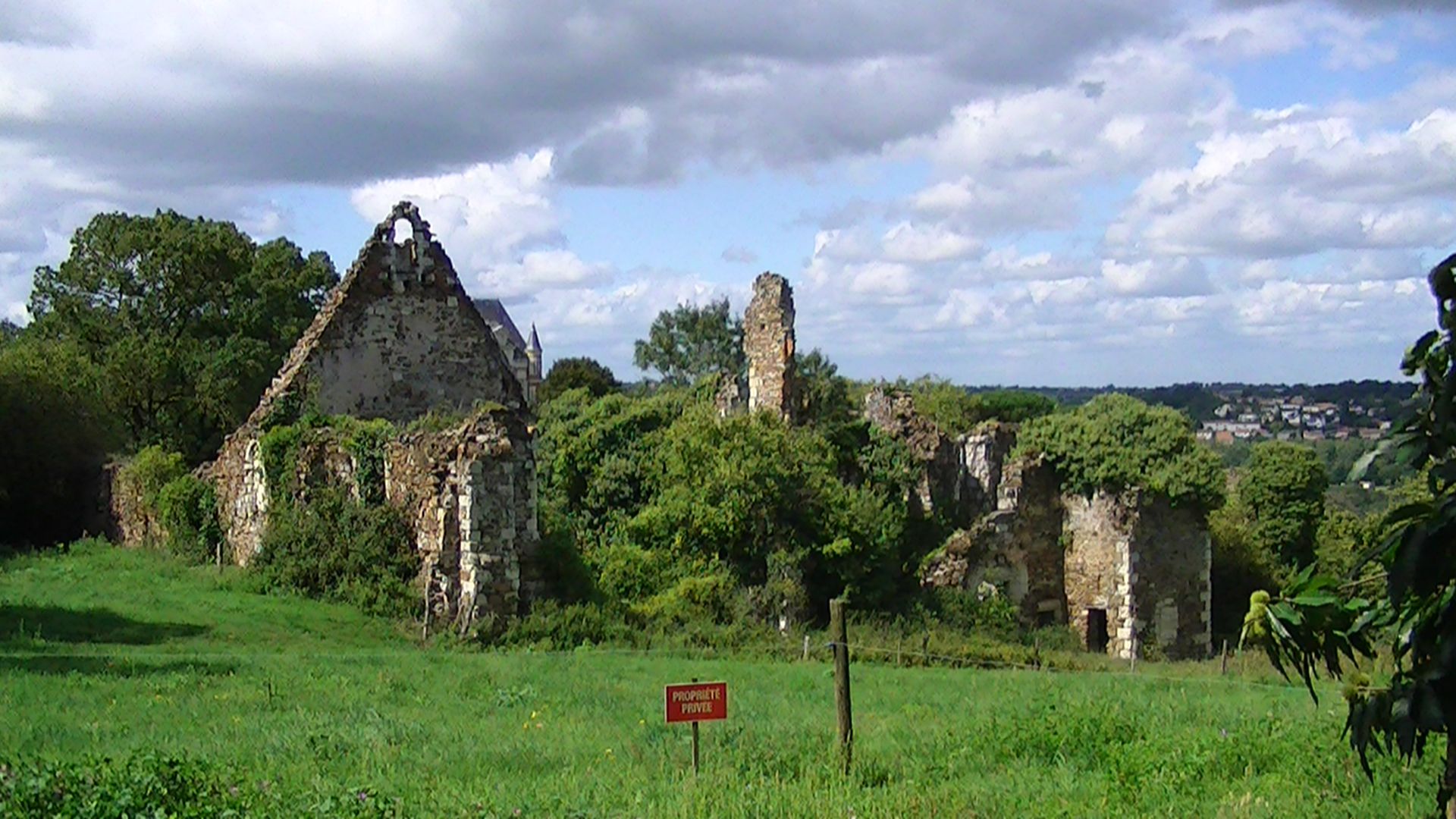
サン・ジャン修道院跡

1141年にアンジュー伯ジョフロワ5世が、1173年にはヘンリー2世が包囲している。
1224年、ブルターニュ公ピエール・モークレールはルイ8世より報いられ、シャントソー男爵領に依存する教区であったラ・ルモーディエールの土地を提供された。
聖王ルイは1230年と1234年に攻撃し、王太后ブランシュ・ド・カスティーユと若い妃マルグリット・ド・プロヴァンスを伴い、2度滞在した。
1341年から1365年まで、ブルターニュ継承戦争は公爵位をめぐってパンティエーヴル家とモンフォール家との間で争われた。オーレーの戦いとゲランド条約の後、ジャン・ド・モンフォールが唯一の正当な公と認められた。1367年2月4日、シャルル5世は、ブルターニュ公にシャントソーを割譲した交換に、ルーダンをアンジュー公に付与した。1387年、シャントソーはアンジュー公領に戻った。ジャンヌ・ド・パンティエーヴルにかつて保証された2000リーブルの年金のため、ブルターニュ公はシャントソーを割譲した。
1420年2月にパンティエーヴル伯ジャン1世の未亡人マルグリット・ド・クリッソン（シャントソー領主）は、息子オリヴィエをブルターニュ公にしようと、ジャン5世を待ち伏せして身柄を拘束、悪魔塔と呼ばれる城のダンジョン部分に幽閉した。しかし7月、城を包囲したブルターニュ貴族と同盟者イングランド軍によってジャン5世は解放された。公は囲い地の中に建物を再建することを禁じた。住民たちは城内を一掃するまで3日間外に出された。ナント住民には美しい城を破壊するために10年間税金が課せられた。ジャン5世は自らの牢獄となっていた城壁から基礎に至るまで剥ぎ取ることを望んだのである。
こうした中世に起きた頻繁な変更は、15世紀になってパリ高等法院にシャントソー男爵領裁判が起こされる原因となった。

### 中世終わりからヴァンデ戦争まで
シャントソーはもはや何の政治的役割を果たさなくなり、かつての町の門に新たな町が再建された。領主権は大コンデの手に渡るかとみられたが、成就せず、ナント伯領に加えられた。フランス革命では、住民男性の2/3がシャルル・ド・ボンシャンの命令に従ってヴァンデ戦争に参加した。1794年、地獄部隊が3度遠征し、193人の住民たちが殺害され、教会や住宅に火がつけられた。

### 19世紀から20世紀
1830年にコンデ公家が断絶すると、コンデ公家の財産はルイ・フィリップの四男アンリ・ドルレアンが相続した。アブド・アルカーディルを負かしたオマール公は、船でこの町を訪れた。
第一次世界大戦では、44人の住民が戦死した。第二次世界大戦では10人が殺害された。
2014年、自治体間連合に加盟する全てのコミューンが合併して新たにコミューン・ヌーヴェルとなる案が浮上した。2015年7月1日から8日にかけ、自治体間連合内の全コミューン議会でコミューン・ヌーヴェル創設を可決した。新しいコミューンの名はオレ＝ダンジュー（Orée-d'Anjou）である。

## 人口統計
| 1962年 | 1968年 | 1975年 | 1982年 | 1990年 | 1999年 | 2006年 | 2012年 |
| ------ | ------ | ------ | ------ | ------ | ------ | ------ | ------ |
| 1100   | 1169   | 1252   | 1384   | 1524   | 1748   | 2162   | 2400   |

source=1999年までLdh/EHESS/Cassini、2004年以降INSEE

## 姉妹都市
- ヴァーウッド、イギリス
- ニーダーハイムバッハ、ドイツ
- ツヴィエファルテン、ドイツ
- カルチナート、イタリア